# Liste der Baudenkmäler im Oberbergischen Kreis

Oberbergischer Kreis

Die Liste der Baudenkmäler im Oberbergischen Kreis umfasst:
- Liste der Baudenkmäler in Bergneustadt
- Liste der Baudenkmäler in Engelskirchen
- Liste der Baudenkmäler in Gummersbach
- Liste der Baudenkmäler in Hückeswagen
- Liste der Baudenkmäler in Lindlar
- Liste der Baudenkmäler in Marienheide
- Liste der Baudenkmäler in Morsbach
- Liste der Baudenkmäler in Nümbrecht
- Liste der Baudenkmäler in Radevormwald
- Liste der Baudenkmäler in Reichshof
- Liste der Baudenkmäler in Waldbröl
- Liste der Baudenkmäler in Wiehl
- Liste der Baudenkmäler in Wipperfürth

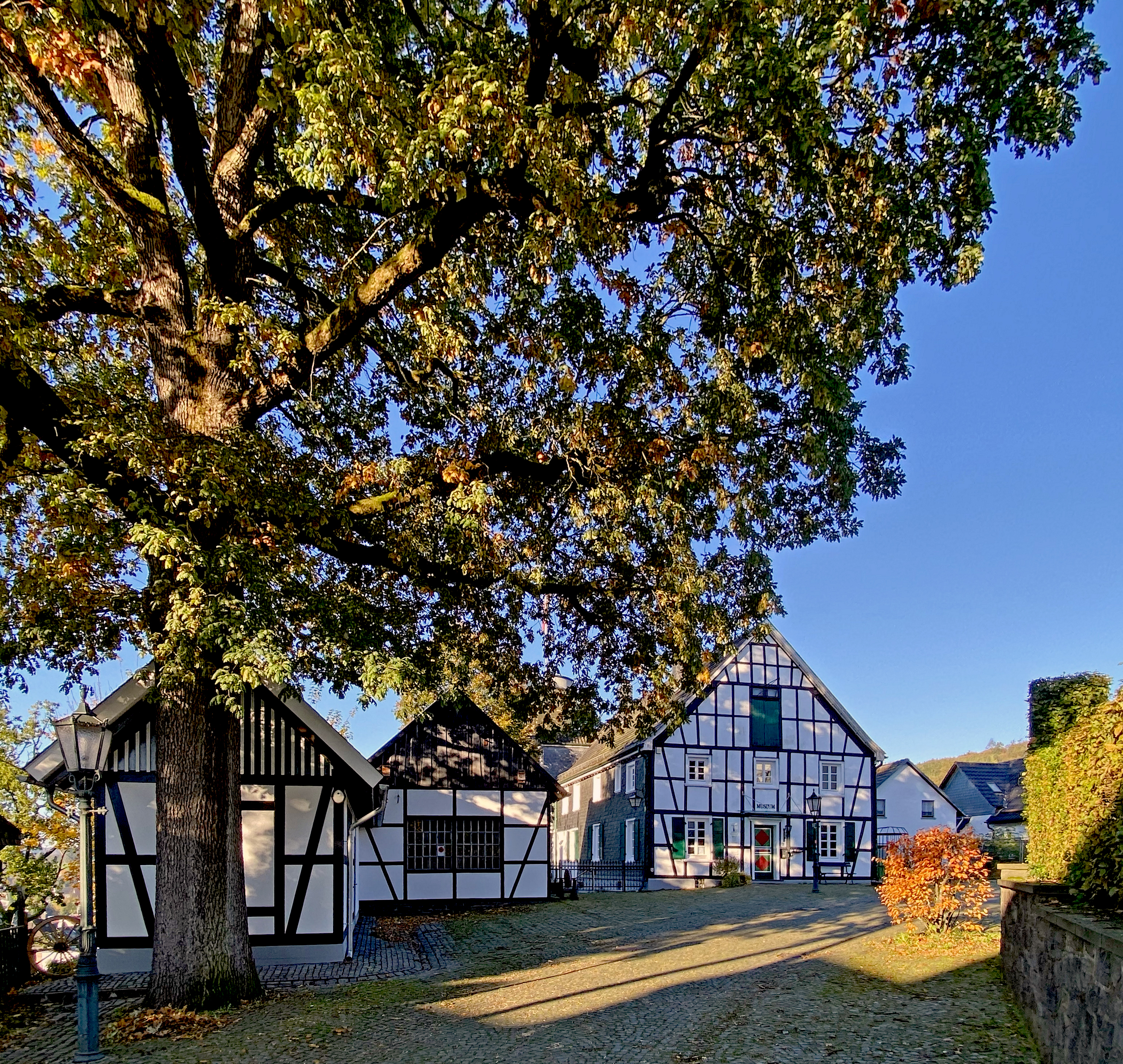
Heimatmuseum (Bergneustadt)
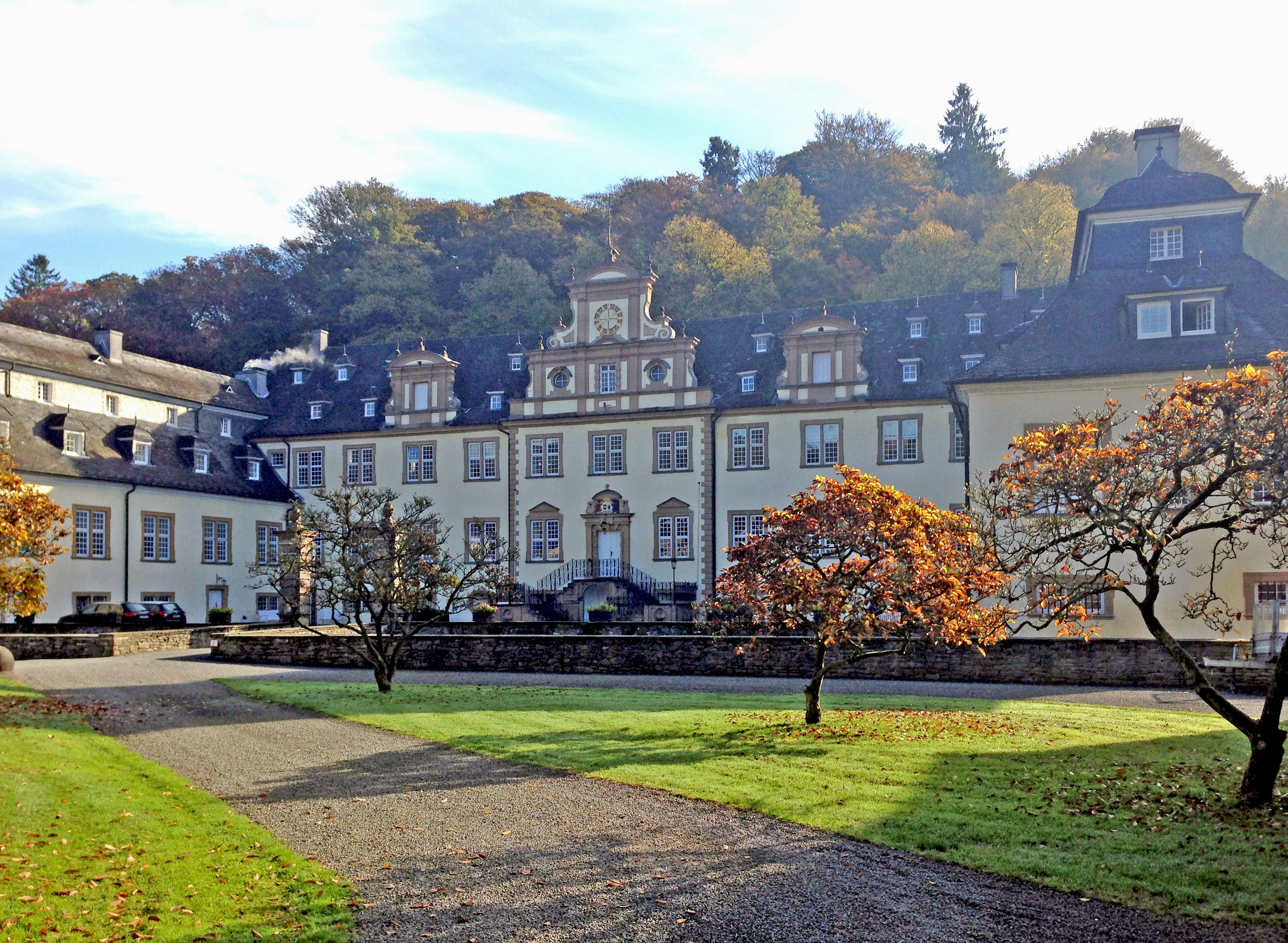
Schloss Ehreshoven (Engelskirchen)
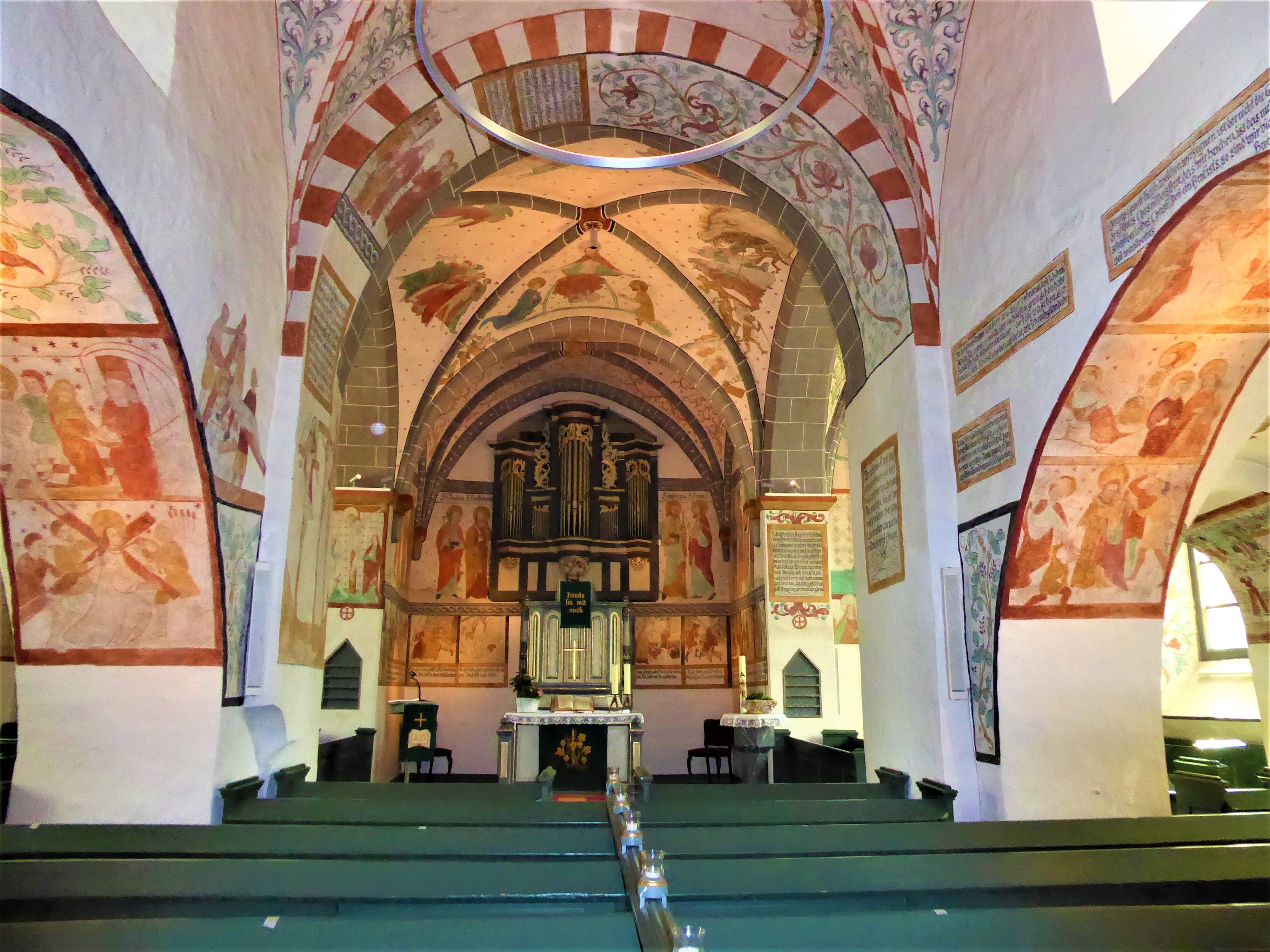
"Bunte Kirche" Lieberhausen (Gummersbach)
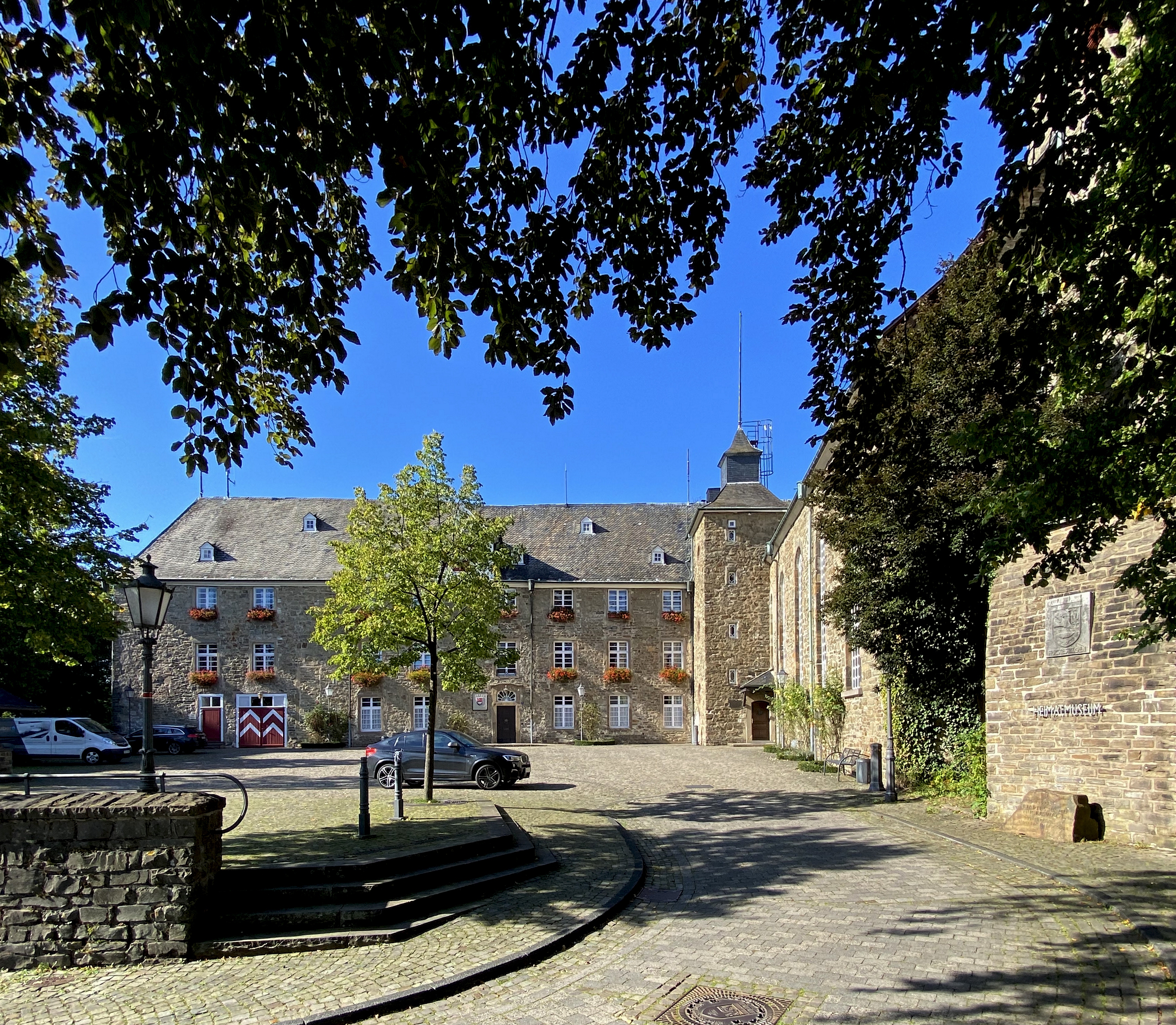
Schloss (Hückeswagen)
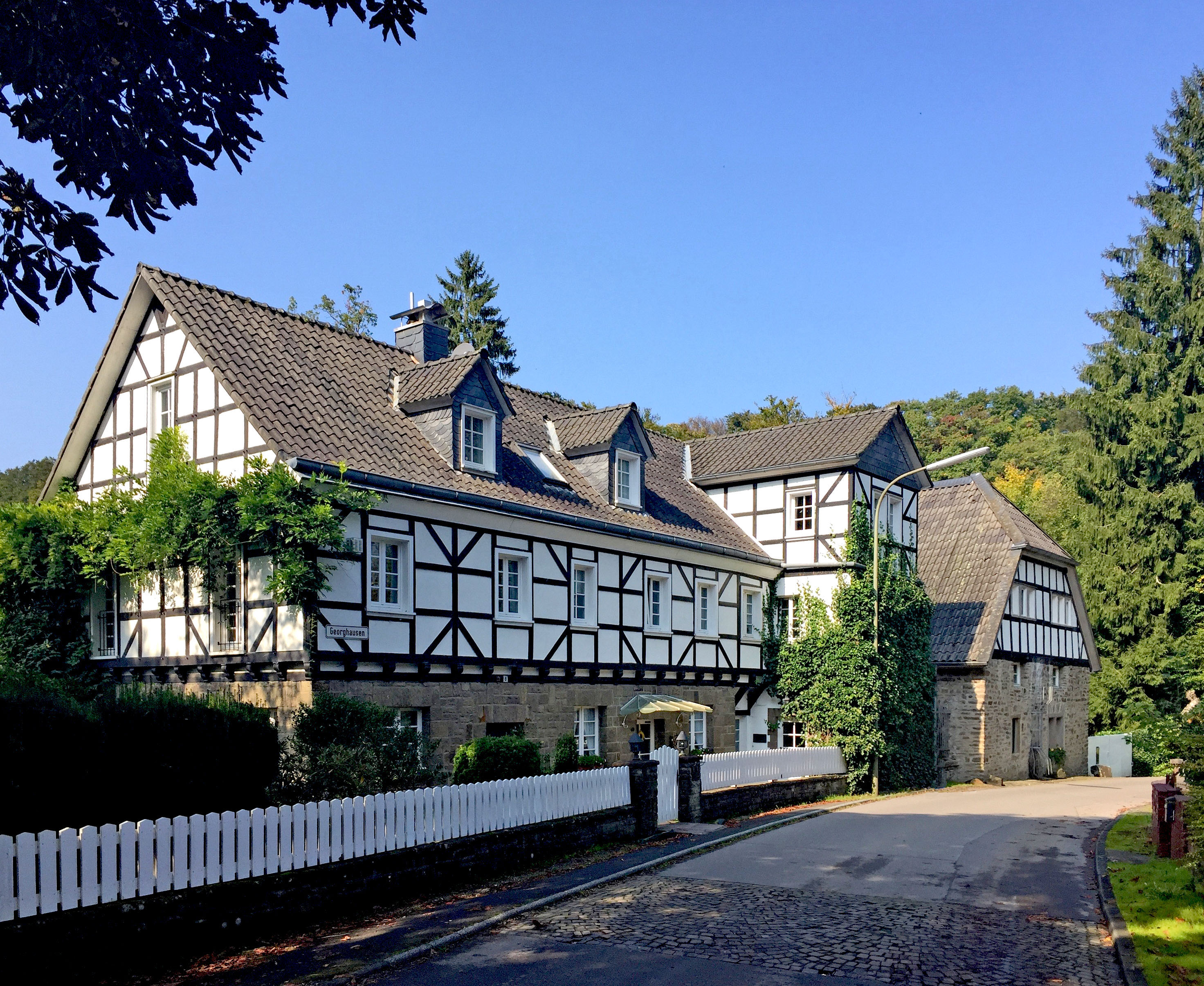
Alte Schloss Mühle Georghausen (Lindlar)
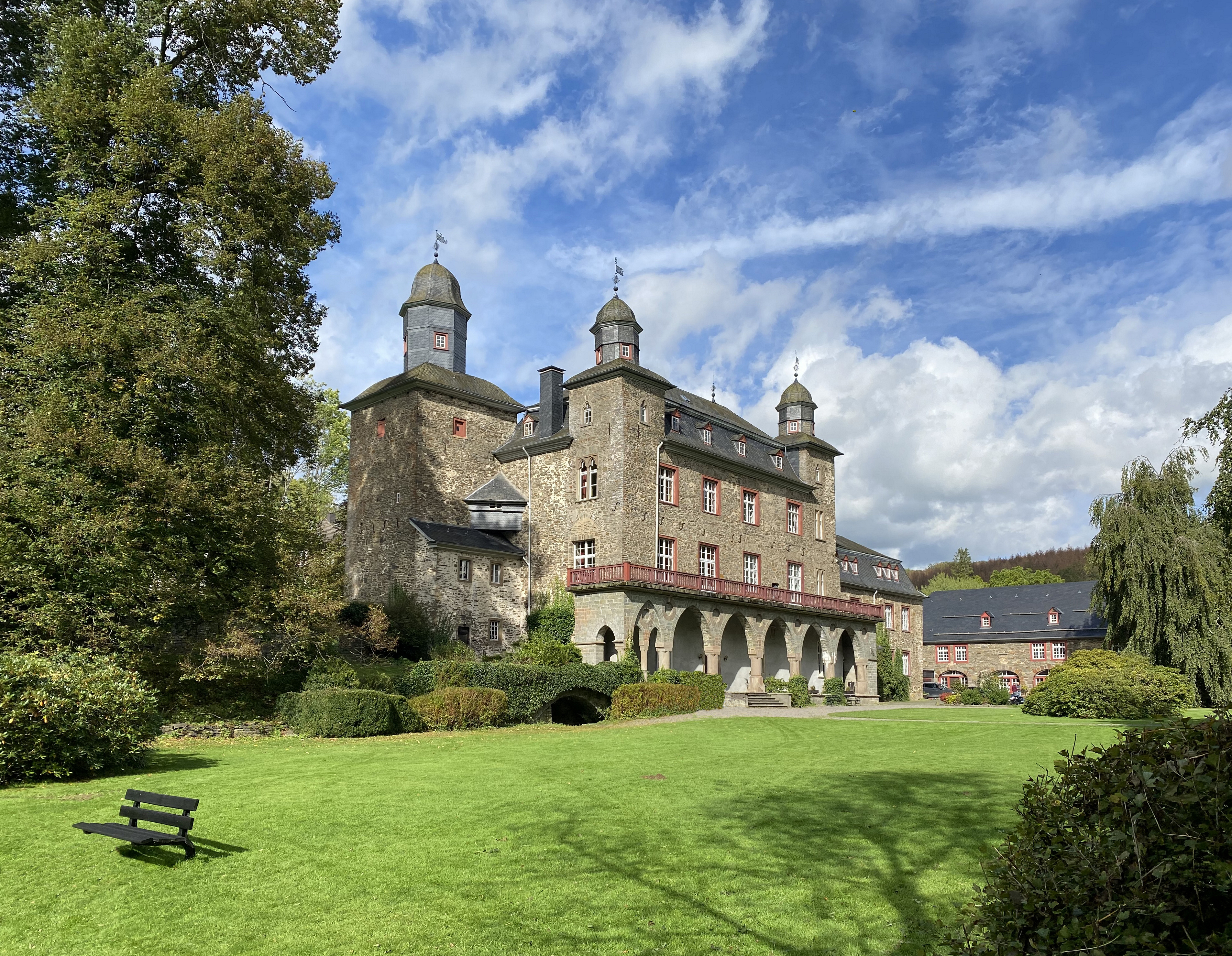
Schloss Gimborn (Marienheide)
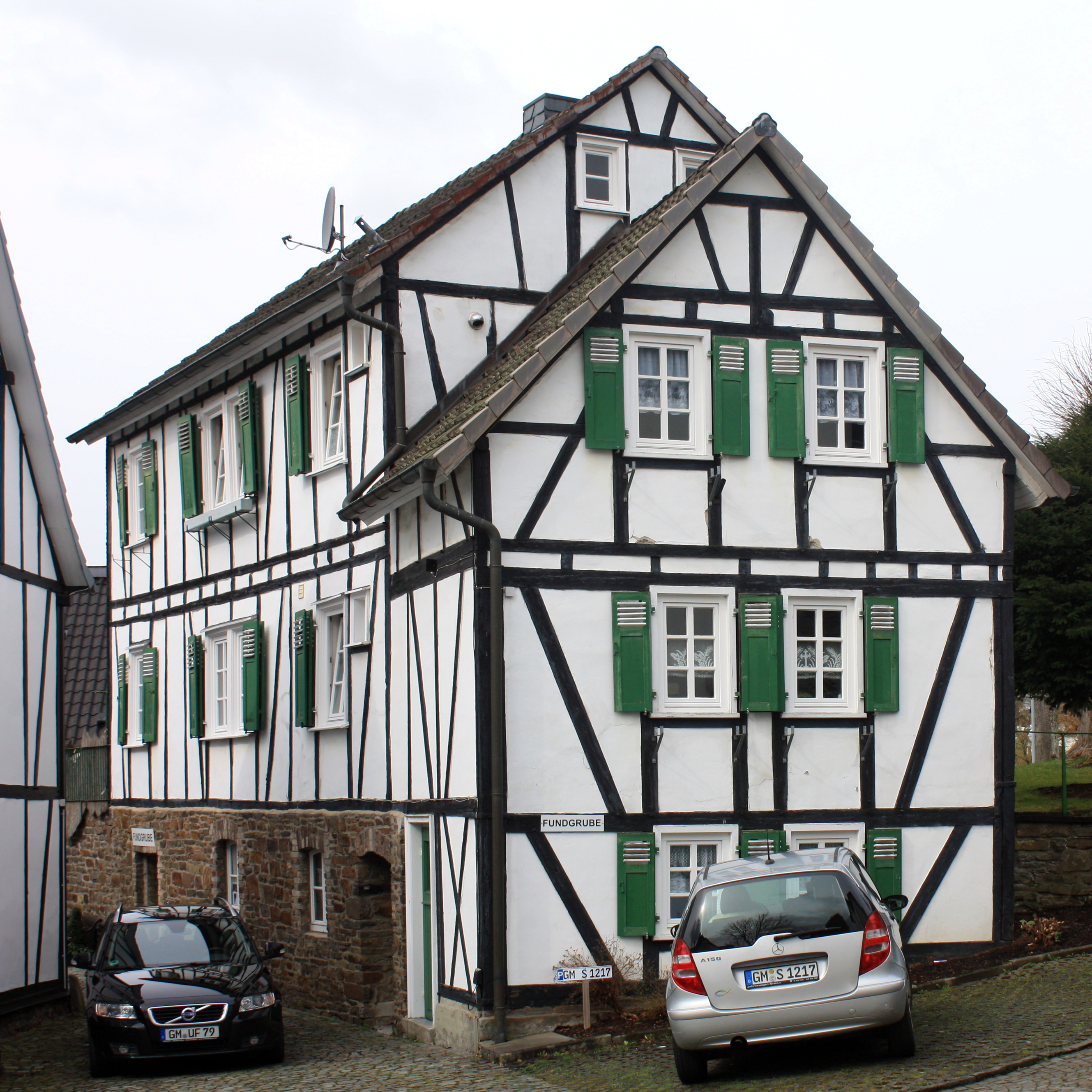
Fachwerkhäuser (Morsbach)
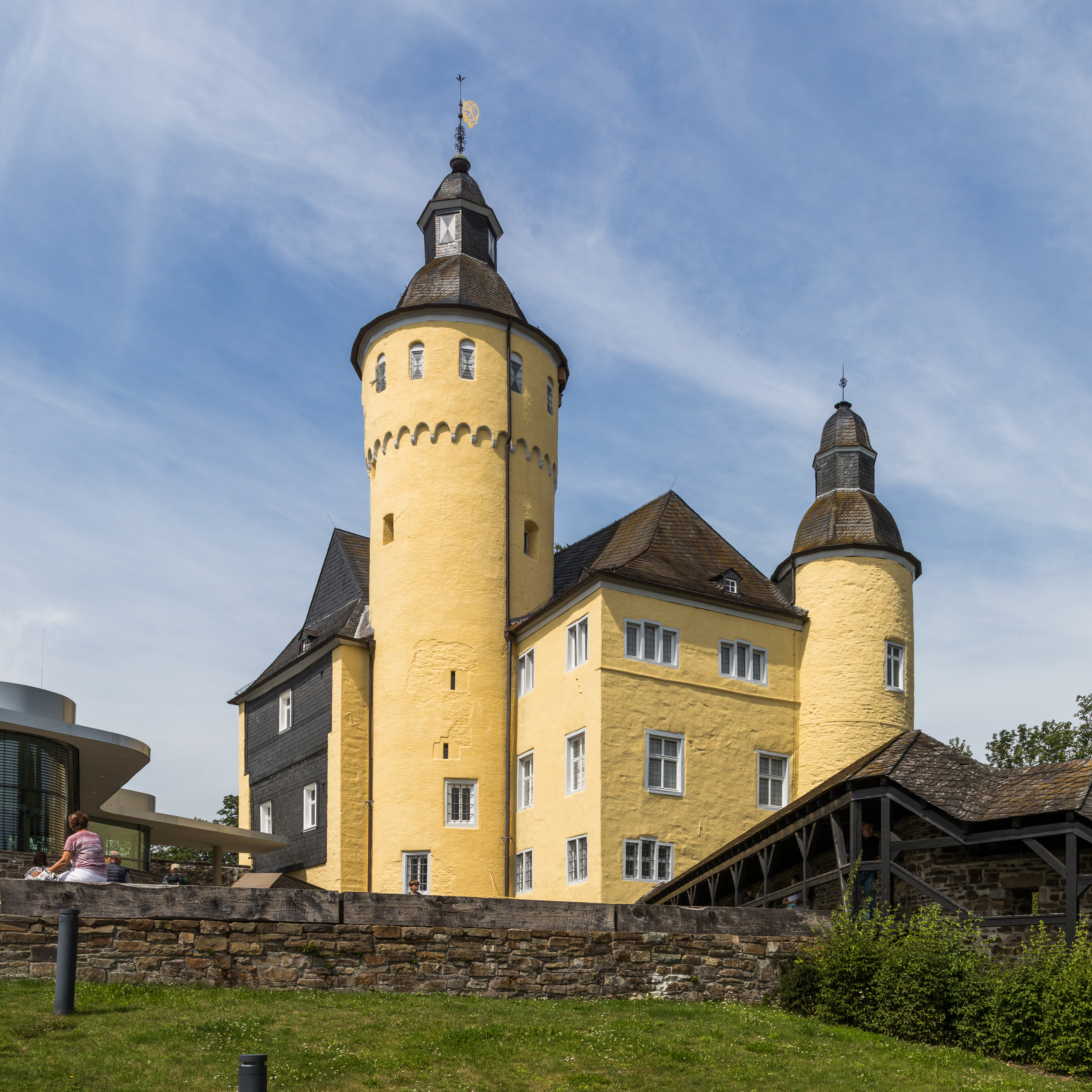
Schloss Homburg (Nümbrecht)
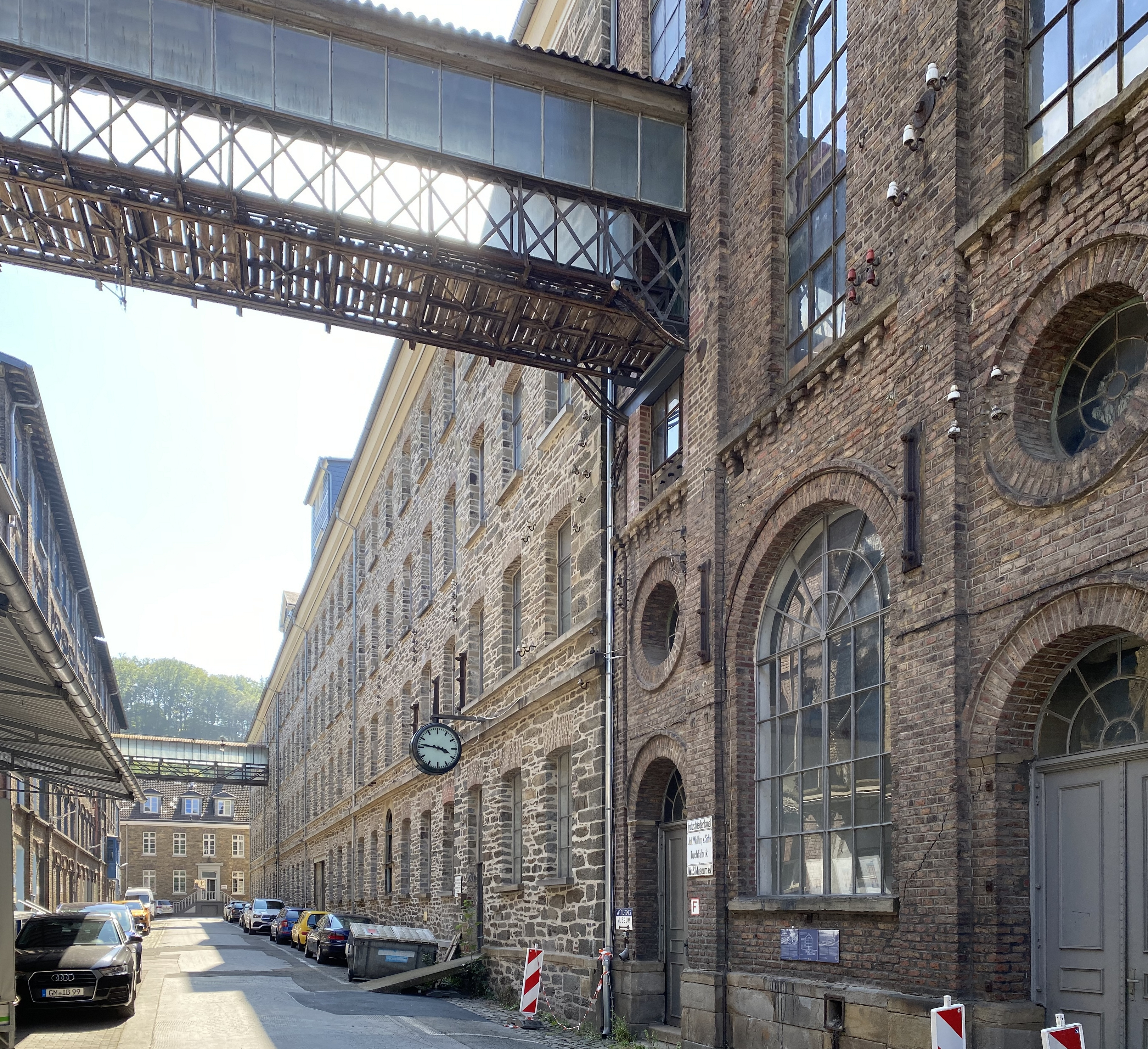
Wülfing-Tuchfabrik (Radevormwald)
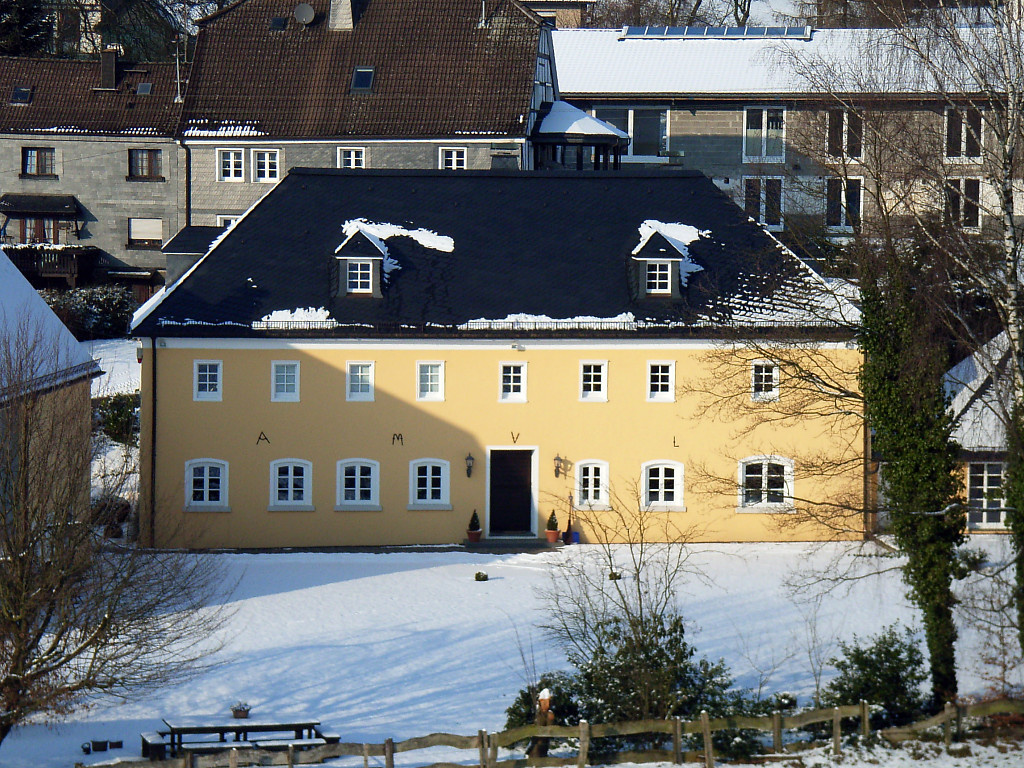
Burg Sotterbach (Reichshof)
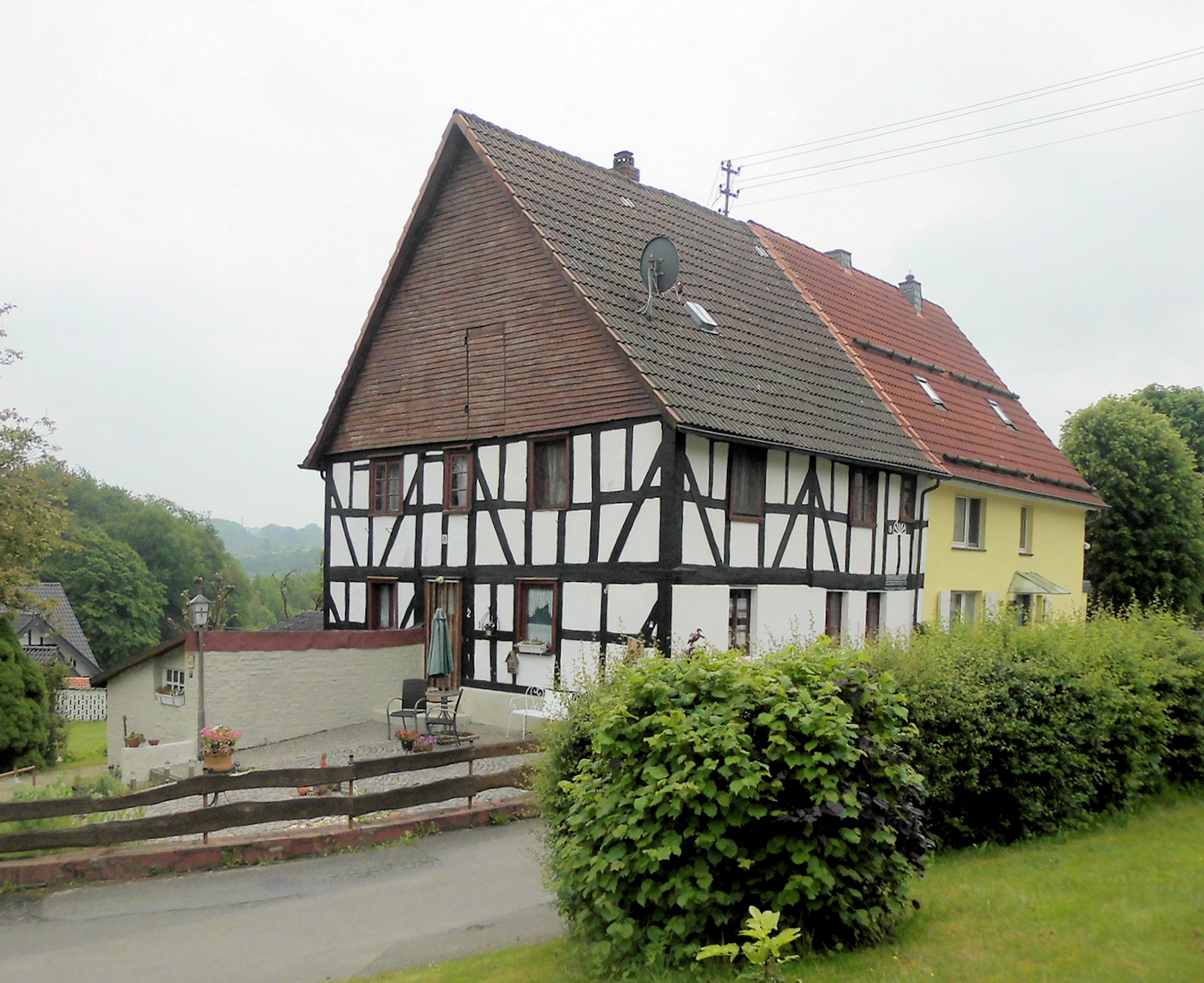
Fachwerkhaus Hoff (Waldbröl)
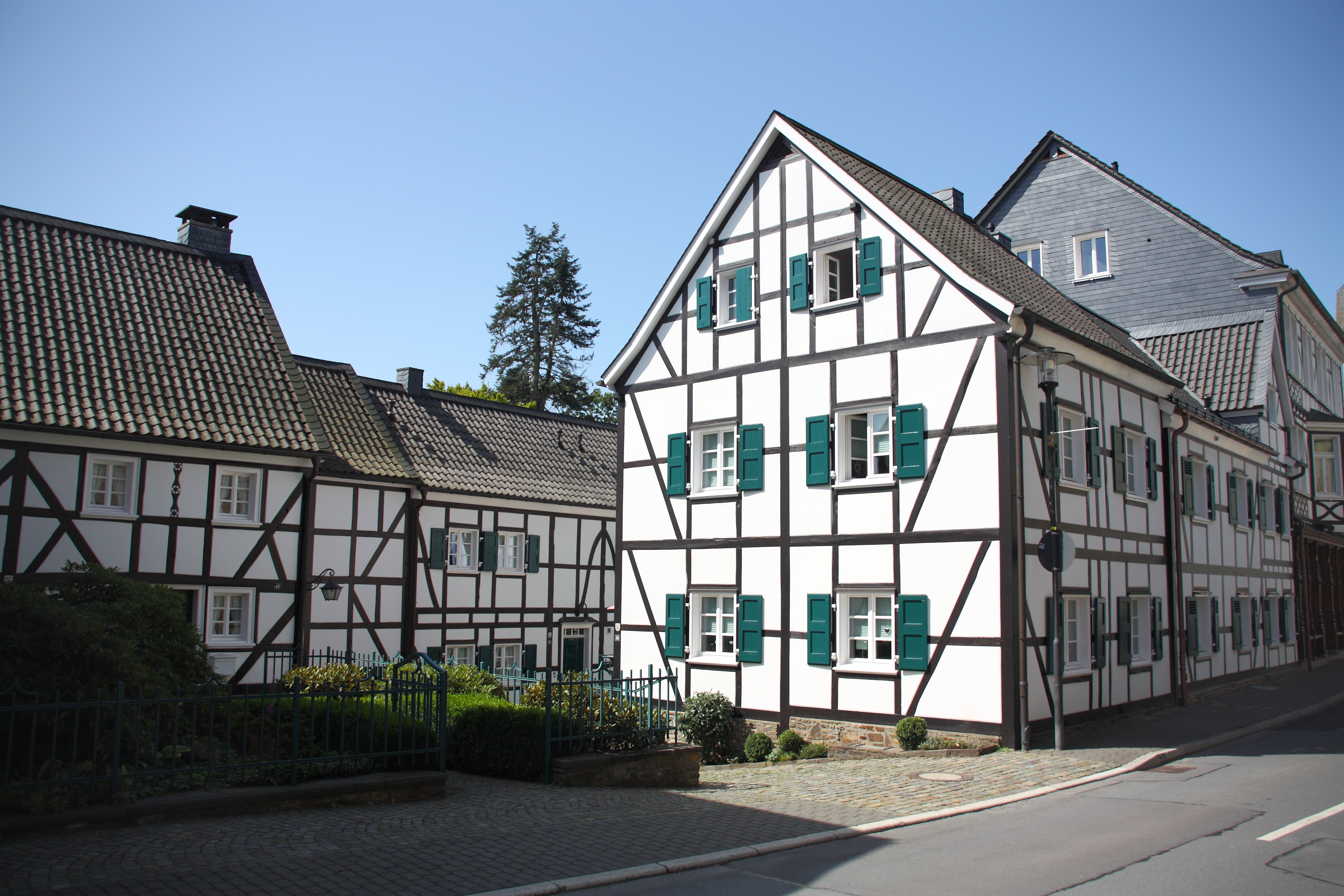
Fachwerkhäuser (Wiehl)
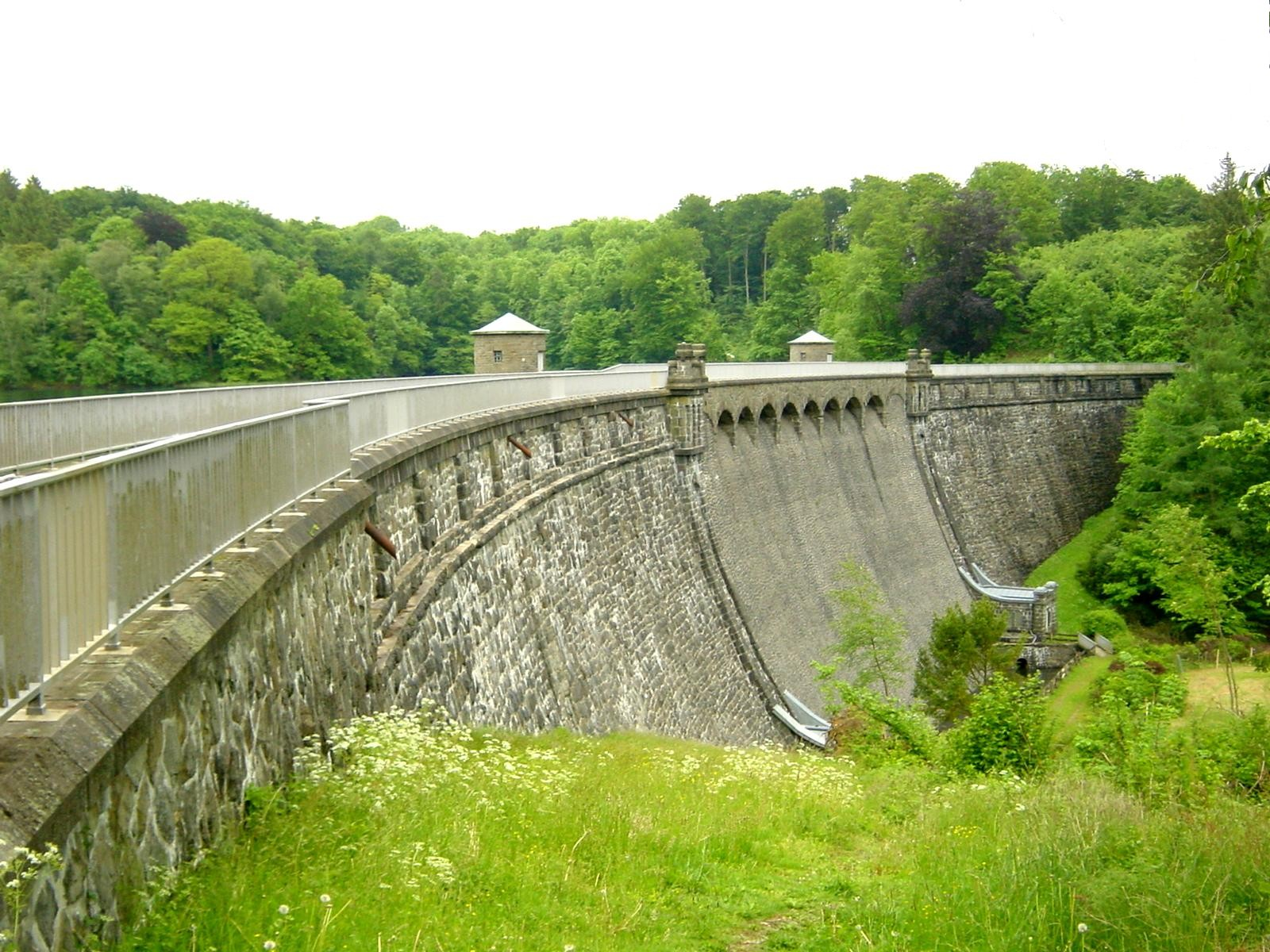
Neye-Staumauer (Wipperfürth)